# Alzamai
Alzamai (en rus Алзамай) és una ciutat de l'óblast d'Irkutsk, a Rússia. Es troba a la vora del riu Toporok, a 510 km al nord-oest d'Irkutsk i a 75 km de Nijneúdinsk.
Alzamai fou fundada el 1899 amb l'obertura d'una estació de tren de la ruta Transsiberià, prop d'un antic poble. El 1955 rebé l'estatus de ciutat.